# Chiloé Point
Der Chiloé Point (englisch; spanisch Punta Chiloé, in Argentinien Punta Colastiné) ist eine Landspitze an der Graham-Küste des Grahamlands auf der Antarktischen Halbinsel. Sie liegt am nordöstlichen Ende der Barison-Halbinsel bzw. am Südufer der Beascochea-Bucht.
Wissenschaftler der 1. Chilenische Antarktisexpedition (1946–1947) benannten sie nach der chilenischen Provinz Chiloé. Das UK Antarctic Place-Names Committee übertrug diese Benennung 1977 ins Englische. Argentinische Wissenschaftler benannten sie dagegen 1978 nach einer Seeschlacht im Jahr 1821 eines der argentinischen Bürgerkriege.